# Campidoglio (Lincoln)
Il Campidoglio di Lincoln (in inglese Nebraska State Capitol) è la sede governativa dello Stato del Nebraska, negli Stati Uniti d'America.
Fu costruito tra 1922 e 1932 dall'architetto Bertram Goodhue in stile Art déco.